# ابوالفتح‌خان زند
ابوالفتح‌خان زند (زاده ۱۱۶۹ه‍.ق _ درگذشته ۱۲۰۱ ه‍.ق)، دومین و چهارمین فرمانروای دودمان زندیه است. وی فرزند ارشد کریم خان زند بود.
کریم خان زند برای خود جانشینی برنگزید. از همین روی در پی درگذشت او در ۱۳ صفر ۱۱۹۳ هجری قمری، آشوب بزرگی بر سر جانشینی درگرفت. عده‌ای به طرفداری از ابوالفتح خان، پسر ارشد کریم خان و شماری دیگر به هواداری محمدعلی خان، پسر کوچک‌تر کریم خان وارد صحنه شدند. نهایتاً زکی خان زند بر رقبا چیره شد و با این که از هواداران محمدعلی خان بود، در ۱۸ صفر ۱۱۹۳ هجری قمری ابوالفتح خان را ابقا کرد. ولی اندکی بعد محمدعلی خان را شریک او در فرمانروایی زندیان نمود.
صادق خان زند، برادر تنی کریم خان که از طرف او والی بصره بود در پی مرگ کریم خان راهی شیراز گردید و به مقابله با زکی خان برخاست. از آن جا که خانوادهٔ بسیاری از لشکریان صادق خان در شیراز بودند، زکی خان تهدید نمود که آنان را دستگیر و شکنجه نماید. از همین رو صادق خان به سوی کرمان حرکت کرد و آن جا را به تصرف درآورد.
زکی خان که نسبت به ابوالفتح خان بدگمان شده بود او را به ظن ارتباط با صادق خان از فرمانروایی برکنار کرد و محمدعلی خان را یگانه فرمانروای زند نمود. اندکی بعد زکی خان که به قصد سرکوب علیمرادخان زند راهی اصفهان بود در ۲۸ جمادی‌الاول ۱۱۹۳ ه‍.ق کشته شد و ابوالفتح خان بار دیگر به فرمانروایی رسید.
او مردی عیاش بود و به باده‌گساری معتاد شده بود. عموی وی صادق‌خان هر چه کوشید او را در خط اعتدال بیندازد افاقه نکرد. اندکی بعد توسط صادق خان از قدرت کنار گذاشته شد. کور کردن او را برخی به فرمان صادق خان و برخی دیگر به فرمان علیمراد خان می‌دانند. او سرانجام در رجب سال ۱۲۰۱ ه‍.ق و در زمان حکومت جعفرخان زند درگذشت و در حرم احمدبن موسی شاهچراغ بخاک سپرده شد.